# Francia en los Juegos Olímpicos de Montreal 1976
Francia estuvo representada en los Juegos Olímpicos de Montreal 1976 por un total de 206 deportistas que compitieron en 18 deportes.  
El portador de la bandera en la ceremonia de apertura fue el ciclista Daniel Morelon.

## Medallistas
El equipo olímpico francés obtuvo las siguientes medallas:
| Nombre | Deporte            | Competición        |
| --- | ------------------ | ------------------ |
| Oro |                    |                    |
| Guy Drut | Atletismo          | 110 m vallas M     |
| Hubert Parot (Rivage) Jean-Marcel Rozier (Bayard de Maupas) Marc Roguet (Belle de Mars) Michel Roche (Un Espoir) | Hípica             | Saltos por eqs.    |
| Plata |                    |                    |
| Daniel Morelon                                                                                                   | Ciclismo en pista  | Scratch M          |
| Brigitte Dumont Brigitte Latrille Claudette Josland Christine Muzio Véronique Trinquet                           | Esgrima            | Florete por eqs. F |
| Daniel Senet | Halterofilia       | 67,5 kg M          |
| Bronce |                    |                    |
| Bernard Talvard                                                                                                  | Esgrima            | Florete ind. M     |
| Daniel Revenu Frédéric Pietruszka Christian Noël Didier Flament Bernard Talvard                                  | Esgrima            | Florete por eqs. M |
| Henry Boério | Gimnasia artística | Barra fija M       |
| Patrick Vial | Judo               | –70 kg M           |